# Banshee (sèrie de televisió)

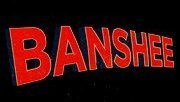
Logotip de la sèrie

Banshee és una sèrie de televisió estatunidenca d'acció dramàtica, produïda per Cinemax i creada per Jonthan Tropper i David Schickler. Va ser estrenada l'11 de gener de 2011 i compta amb tres temporades ja emeses i una quarta en producció.

## Argument
La trama està ambientada en un petit poble anomenat Banshee, a Pennsilvània, el país per excel·lència del poble Amish. L'acció se centra al voltant d'un ex-convicte (Antony Starr) que després de passar quinze anys a la presó surt per recuperar al seu antic amor, pel que va donar la seva llibertat perquè ella s'alliberés. El nom del protagonista, amb les tres temporades que s'han emes, encara no s'ha fet públic. A l'arribar al poble descobreix que la dona que estima, Anastasia (Ivana Milicevic) té una nova vida, es diu Carrie, està casada i té dos fills. Quan es disposa a marxar del poble perquè ja no té esperances, entra en un bar a sopar i allà comença una baralla entre el nou xèrif del poble que acaba d'arribar i que ningú coneix encara i els empleats del cacic del poble, el senyor Kai Proctor (Ulrich Thomsen). Amb la mort del nou xèrif i els dos enviats de Proctor, i l'ajuda de l'amo del bar Sugar (Frankie Faison), un antic boxejador retirat, el protagonista enterra els cossos i es fa amb la identitat del xèrif, Lucas Hood. A partir d'aquí, tot el poble el coneixerà i haurà de fer front a ser el cap del Departament de Policia de Banshee, mentre intenta recuperar a Anastasia, fer justícia amb Proctor i poder allunyar-se del seu passat, que encara el persegueix. Amb tot això, tindrà l'ajuda d'un antic soci, Job (Hoon Lee) un home amb uns grans dots tecnològics que pot fer qualsevol cosa amb un ordinador. A més a més, Carrie, Hood i Job hauran de fer front al seu passat quan el pare d'Anastadia, el senyor Rabbit (Ben Cross), torna a les seves vides per a fer justícia.
La sèrie té emeses tres temporades amb deu capítols cadascuna i una renovació per una quarta temporada que emetrà el 2016.

## Elenc[3]
- Antony Starr - Lucas Hood (38 episodis, 2013-2016)
- Ivana Milicevic - Carrie Hopewell / Anastasia (38 episodis, 2013-2016)
- Ulrich Thomsen - Kai Proctor (38 episodis, 2013-2016)
- Frankie Faison - Sugar Bates (38 episodis, 2013-2016)
- Hoon Lee - Job (38 episodis, 2013-2016)
- Matt Servitto - Deputy Brock Lotus (38 episodis, 2013-2016)
- Ryann Shane - Deva Hopewell (38 episodis, 2013-2016)
- Lili Simmons - Rebecca Bowman (38 episodis, 2013-2016)
- Matthew Rauch - Clay Burton (33 episodis, 2013-2016)
- Rus Blackwell - Gordon Hopewell (30 episodis, 2013-2015)
- Trieste Kelly Dunn - Deputy Siobhan Kelly (30 episodis, 2013-2015)
- Afton Williamson - Alison Medding (22 episodis, 2014-2016)
- Demetrius Grosse - Deputy Emmett Yawners (20 episodis, 2013-2014)
- Ben Cross - Mr. Rabbit (20 episodis, 2013-2014)
- Anthony Ruivivar - Alex Longshadow (18 episodis, 2013-2015)

## Temporades[4]
- Temporada 1: la trama se centra en l'assentament de Hood al nou poble com a xèrif i el treball amb el seu equip de policia. Crida molt l'atenció entre els seus habitants, ja que té una forma molt diferent de fer aplicar la llei. Es salta molt les normes, sobretot per parar els peus a Proctor pel que es guanya un enemic molt important. Mentre això succeeix, Hood intentarà per tots els medis recuperar l'amor de Carrie qui no el vol més a la seva vida. A més a més, el passat que comparteixen torna quan el pare de Carrie, el senyor Rabbit, descobreix on ha estat la seva filla tots aquests anys. Hood va acabar a la presó després d'un intent de robar-li, amb l'ajuda de Carrie, però que no va sortir bé. Tan Hood, Job com Carrie estan aterrats per la idea que Rabbit torni a les seves vides i acabi amb ells per sempre.
- Temporada 2: després del final de la primera temporada, Hood continua lluitant perquè al poble estigui tranquil, però arriba un nou problema: la tribu de la zona vol fer un casino amb l'ajuda de Proctor pel que Hood no està del tot d'acord. Lluita amb cos i ànima per parar els peus a Kai però també entra en guerra amb la tribu. Per la seva banda, el passat de Carrie serà descobert, fent que la seva família l'abandoni i el seu marit no confiï en ella. Hood, sabent que ja no té res més amb Carrie, comença una relació amb Siobhan, un dels policies que treballa al seu departament. La trama es complica quan Rabbit torna d'entre els morts i agafa tant a Hood, Carrie com a Job per sorpresa.
- Temporada 3: amb la tranquil·litat restaurada per una part a les seves vides, Hood i Siobhan (Trieste Kelly Dunn) assenten la seva relació, mentre que Carrie reorganitza la seva vida després del divorci amb el seu marit. Tot i així, la tribu continua donant problemes, sobretot Chayton Littlestone (Geno Segers), un radical de la tribu que vol venjança per la mort d'alguns companys seus a mans de Proctor. Hood per acabar amb tots els conflictes s'interposa i lluita en contra de Chayton, però és molt més complicat del que espera. D'altra banda, el descobriment d'un gran botí en una base militar de la zona, porta a Hood, Job, Sugar i Carrie a buscar una estratègia per poder refer les seves vides i marxar de Banshee. Però per robar els diners primer hauran de fer front al coronel de la base, el senyor Douglas (Langley Kirkwood), que té molt d'afecte al que és seu.[5]
- Banshee també emet un contingut digital on es parla dels orígens dels seus personatges principals. Del que era la seva vida abans d'arribar a Banshee o de ser delinqüents.

## Producció

### Aspectes tècnics[6]
| Durada  | 1 hr (60 min) |
| So      | Dolby Digital |
| Color   | Color         |
| Aspecte | 16:9 HD       |

### Companyies de producció
- Your Face Goes Here Entertainment
- Cinemax

### Distribuïdores[7]
- Cinemax (2013-) (USA) (TV)
- Cinemax (2013-) (Hungary) (TV)
- Home Box Office (HBO) (2013-) (Netherlands) (TV)
- Home Box Office Home Video (HBO) (2013) (USA) (Blu-ray) (DVD) (primera temporada completa)
- OTE Cinema (2013) (Greece) (TV)
- Sky Atlantic HD (2013-) (Germany) (TV)
- Warner Home Video (2014-) (Germany) (DVD)
- Warner Home Video (2014-) (Germany) (Blu-ray) (DVD)
- Warner Home Video (2013) (Netherlands) (DVD) (primera temporada)

### Localitzacions[8]
- Mooresville, North Carolina, USA (el restaurant de Mel)
- Lincolnton, North Carolina, USA
- Waxhaw, North Carolina, USA
- Monroe, North Carolina, USA
- Gastonia, North Carolina, USA
- Charlotte, North Carolina, USA
- Greenville, South Carolina, USA
- Pittsburgh, Pennsylvania, USA (temporada 4).

## Audiències EUA
La primera temporada de Banshee va tenir el nombre més gran d'espectadors de Cinemax per una sèrie original. Va tenir una mitjana de 433.000 espectador per episodi i 727.000 en els 7 dies després de l'emissió de cada episodi. El final de temporada va atreure 455.000 espectadors i 655.000 durant la seva repetició, l'audiència més gran que havia tingut una sèrie original de Cinemax. La segona temporada va superar els èxits de la primera. L'últim episodi va arribar a tenir 731.000 espectadors. De mitjana, la segona temporada va tenir 533.000 espectadors. La tercera temporada, en la línia de la primera, va tenir una mitjana de 568.571 espectadors i el capítol quart va arribar als 660.000 espectadors.

## Països d'emissió
- USA: 11 de gener de 2013
- Dinamarca: 12 de gener de 2013
- Finlàndia 12 de gener de 2013
- Hongria: 12 de gener de 2013 (censurat)
- Noruega: 12 de gener de 2013
- Suècia: 12 de gener de 2013
- Països Baixos: 14 de gener de 2013 (censurat)
- Alemanya: 11 de juliol de 2013
- Espanya: 2 d'octubre de 2013

## Noms estrangers de la sèrie[10]
- Bulgària Банши, Пенсилвания
- Germany 	Banshee: Small Town. Big Secrets.
- Hungary 	Banshee
- Itàlia 	Banshee: La città del male
- Polònia 	Banshee
- Sèrbia 	Benši
- Rússia 	Банши
- Vietnam 	Thi Tran Banshee

## Crítiques
- The New York Times ha donat molt bones crítiques sobre aquesta sèrie: “Banshee” is a different beast, an American Gothic noir with echoes of Jim Thompson, Frank Miller and, especially, Quentin Tarantino, and it presents a different set of images and clichés to play around with” (“Banshee és una bèstia diferent, un America Gothic amb influència de Jim Thompson, Frank Miller i, especialment, Questin Tarantino, la qual representa una nova forma de jugar amb les imatges i els clixés”).[11]
- The Wall Street Journal i els seus crítics també fan bones crítiques d'ella: "Its smartness comes shining through despite the claptrap (none worse than the parade of sex scenes, soft-porn variety, whose noisiness is exceeded only by their unconvincingness); its story, littered with intriguingly repellent characters, like Kai Proctor (Ulrich Thomsen), local evil tycoon, grows ever more enticing".
- També ha tingut males crítiques per part de Boston Herald que descriu la sèrie com: "A slow-pokey drama punctuated by shocking violence and sex" (“un drama molt lent que ressalta per una desmesurada violència i molt de sexe”).